# Petit-Fays
Petit-Fays is een dorpje en deelgemeente van de Belgische gemeente Bièvre. Petit-Fays ligt in de provincie Namen en was tot 1 januari 1965 een zelfstandige gemeente toen het opging in de nieuw gevormde gemeente Monceau-en-Ardenne.
De huizen liggen verzameld rond een dorpskern die gevormd wordt door de kerk en het hôtel de la vallée. Enkele inwoners zijn werkzaam in de landbouw. Het aantal vakantiewoningen neemt toe.

## Bezienswaardigheden
Bekende trekpleister in Petit-Fays is 'la roche moussel'. Deze rots is gewijd aan Maria nadat er tientallen kinderen ternauwernood gered werden van de dood terwijl ze in gebed waren onder de rots. Luttele seconden later vielen er enkele ruiters van de rots op de plaats waar de kinderen samen waren.
Het dorp is bekend als uitvalsbasis voor wandelingen en looptochten. Vooral de route langs Bellefontaine en het brugje van Orchimont wordt vaak gelopen door sportieve vakantiegangers.

## Sport
Op de 6 km lange weg die van Vresse-sur-Semois naar Petit-Fays loopt worden klimwedstrijden (course de côte) voor racewagens gehouden.

## Demografische ontwikkeling
- Bronnen:NIS, Opm:1831 tot en met 1961=volkstellingen

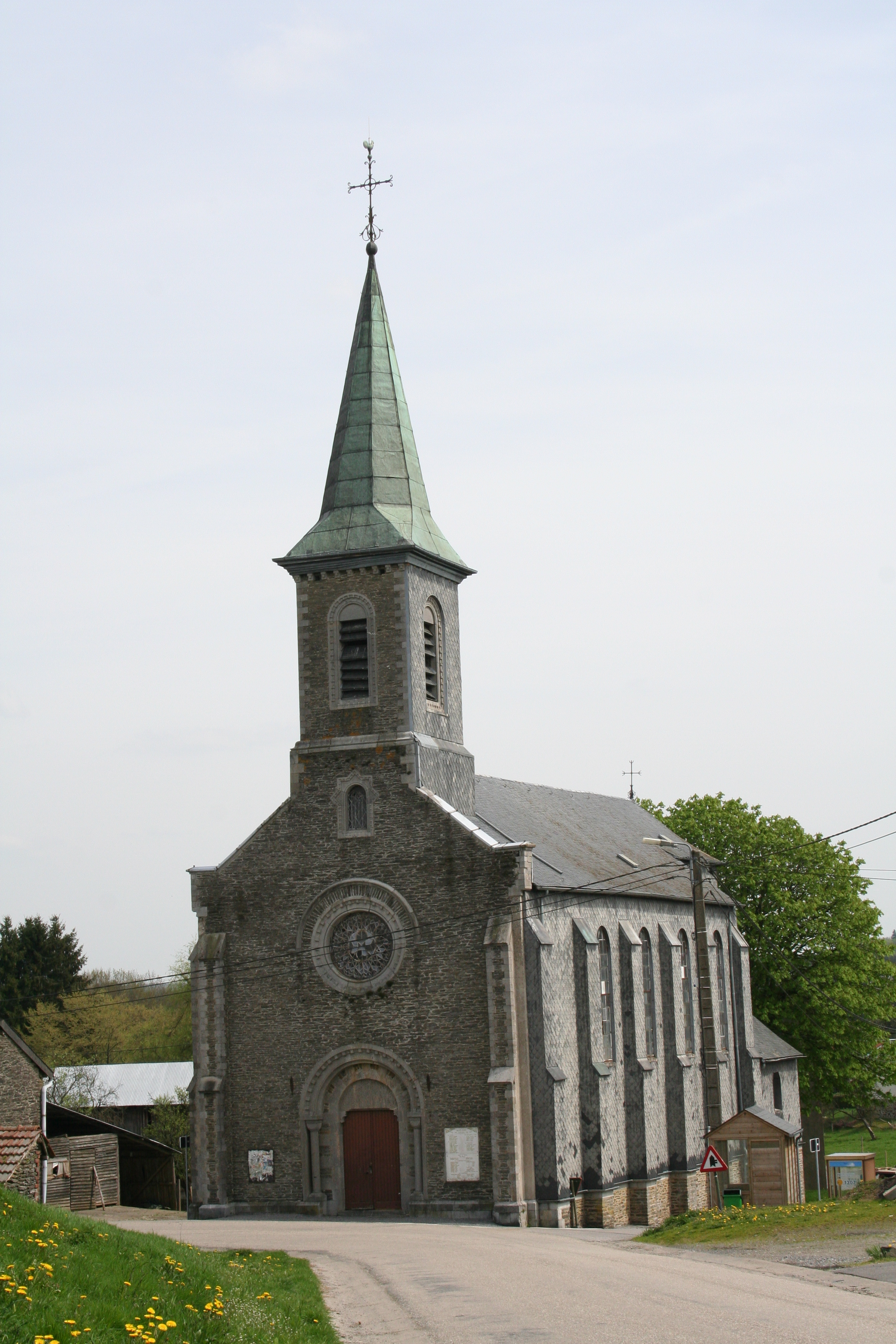
19e-eeuwse kerk van Sainte-Barbe

Deelgemeenten: Baillamont · Bellefontaine · Bièvre · Cornimont · Graide · Gros-Fays · Monceau-en-Ardenne · Naomé · Oizy · Petit-Fays

Overige kern: Six-Planes

Belgische gemeenten · Arrondissement Dinant · provincie Namen · Wallonië